# Stefanija Alexejewna Kudrjawzewa
Stefanija Alexejewna Kudrjawzewa, geboren Stefanija Alexejewna Sorokina, (russisch Стефания Алексеевна Кудрявцева, Geburtsname russisch Стефания Алексеевна Сорокина; * 20. Augustjul. / 2. September 1908greg. in Moskau; † 5. Oktober 1990 in Obninsk) war eine russisch-sowjetische Agronomin.

## Leben
Kudrjawzewas Vater Alexei Ossipowitsch Sorokin war Agronom. Der Schriftsteller Nikolai Nikolajewitsch Slatowratski war ihr Großvater. Sie studierte am Moskauer Timirjasew-Gartenbautechnikum. Mit einer Studentengruppe besuchte sie im August 1929 Iwan Wladimirowitsch Mitschurin.
Nach dem Studiumsabschluss 1930 arbeitete Kudrjawzewa als Gärtnerin im Moskauer Kreml und im Gorki-Park. Sie war an der Fichten-Anpflanzung am Lenin-Mausoleum beteiligt. Sie heiratete Pawel Prokopjewitsch Kudrjawzew, mit dem sie fünf Kinder bekam. Als im Deutsch-Sowjetischen Krieg ihr Mann versetzt wurde, zog Kudrjawzewa 1942 mit der Familie nach Taschkent, um nach dem Krieg nach Moskau zurückzukehren.
1948 wurde Kudrjawzewa im Laboratorium W in Obninsk angestellt, das das erste sowjetische Kernkraftwerk baute. Die Familie wohnte in einem kleinen Holzhaus auf dem Gelände der künftigen Schule Nr. 2. Auf diesem Gelände baute sie 1948 die erste Orangerie mit drei großen Gewächshäusern auf für den Gemüseanbau mit Zwiebeln, Gurken und Tomaten und für Blumen. Auch legte sie eine Apfelbaumpflanzung an, die beim Bau der Schule Nr. 2 teilweise erhalten blieb. Darüber hinaus betreute sie die Park- und Grünanlagen Obninsks.

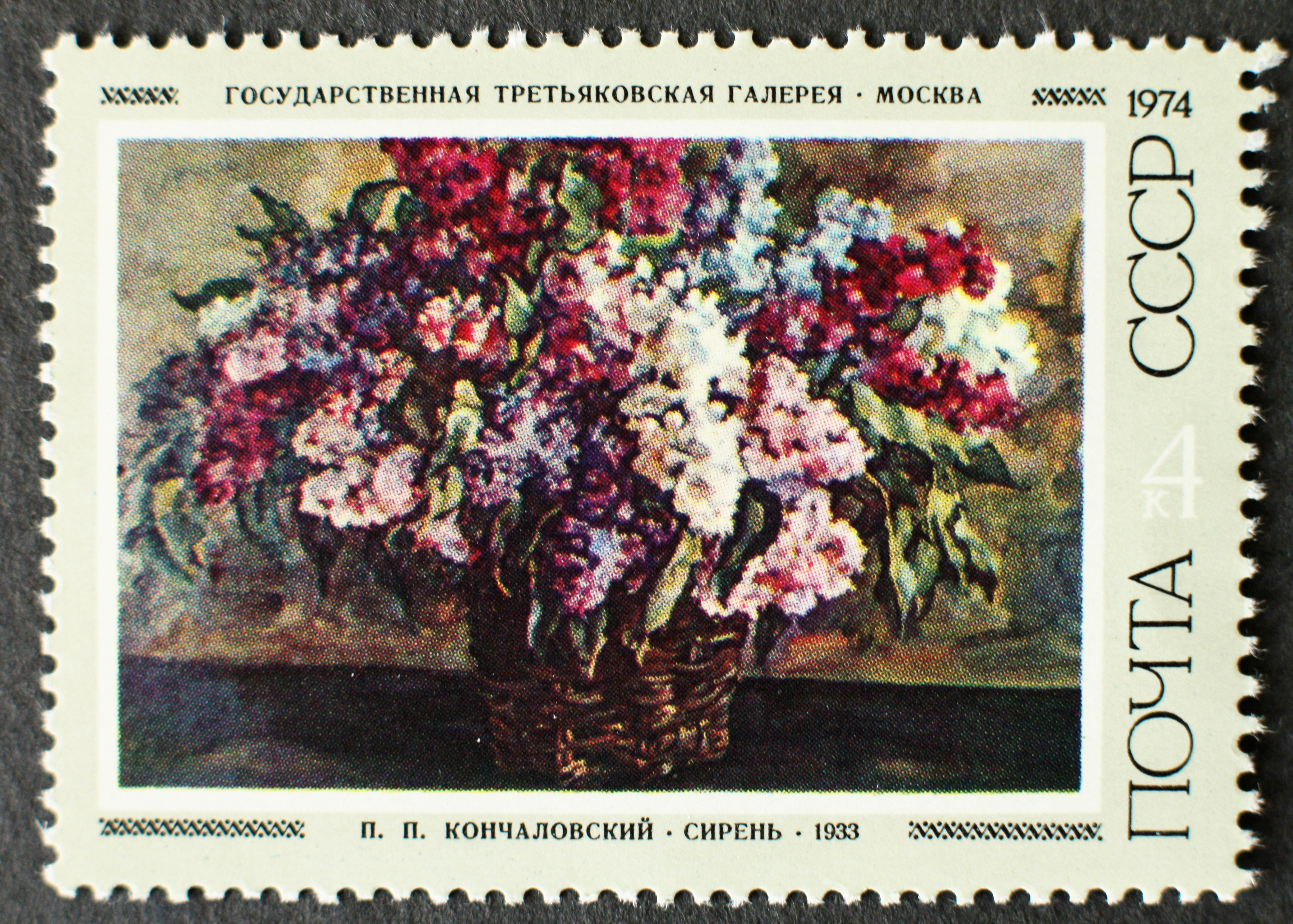
Flieder (P. P. Kontschalowski, 1933, Tretjakow-Galerie; Briefmarke der Post der UdSSR, 1974)

Kudrjawzewa war befreundet mit dem Maler Pjotr Petrowitsch Kontschalowski, der 1932 von der Künstlerin Anna Iwanowna Trojanowskaja das Anwesen Bugry am Rande Obninsks gekauft und 1933 das Bild Flieder gemalt hatte. Kontschalowski schenkte ihr Flieder-Setzlinge, die sie vermehrte und in ganz Obninsk verteilte.
Kudrjawzewa leitete die Obninsker Abteilung der Allrussischen Naturschutzgesellschaft von Beginn an. Während der Schulzeit ihrer Kinder leitete sie den Elternausschuss in der Schule. Sie initiierte und organisierte Gartenbaugesellschaften und Blumenausstellungen. 1963–1966 war sie Abgeordnete im Stadtsowjet Obninsk.
Am 1. März 1989 wurde Kudrjawzewa vom Laboratorium W, das nun das Physikalisch-Energetische Institut war, entlassen und pensioniert.
1996 beschloss die Stadtversammlung Obninsk, die zentrale Allee des Unteren Parks der Stadt nach Kudrjawzewa zu benennen. 1999 wurde der Beschluss geändert, so dass nun ein Platz im Zentrum Obninsks mit ihrer Stele Kudrjawzewas Namen trägt.

## Ehrungen
- Medaille „Veteran der Arbeit“[2]
- Jubiläumsmedaille „Zum Gedenken an den 100. Geburtstag von Wladimir Iljitsch Lenin“[2]